# 蘇基利河

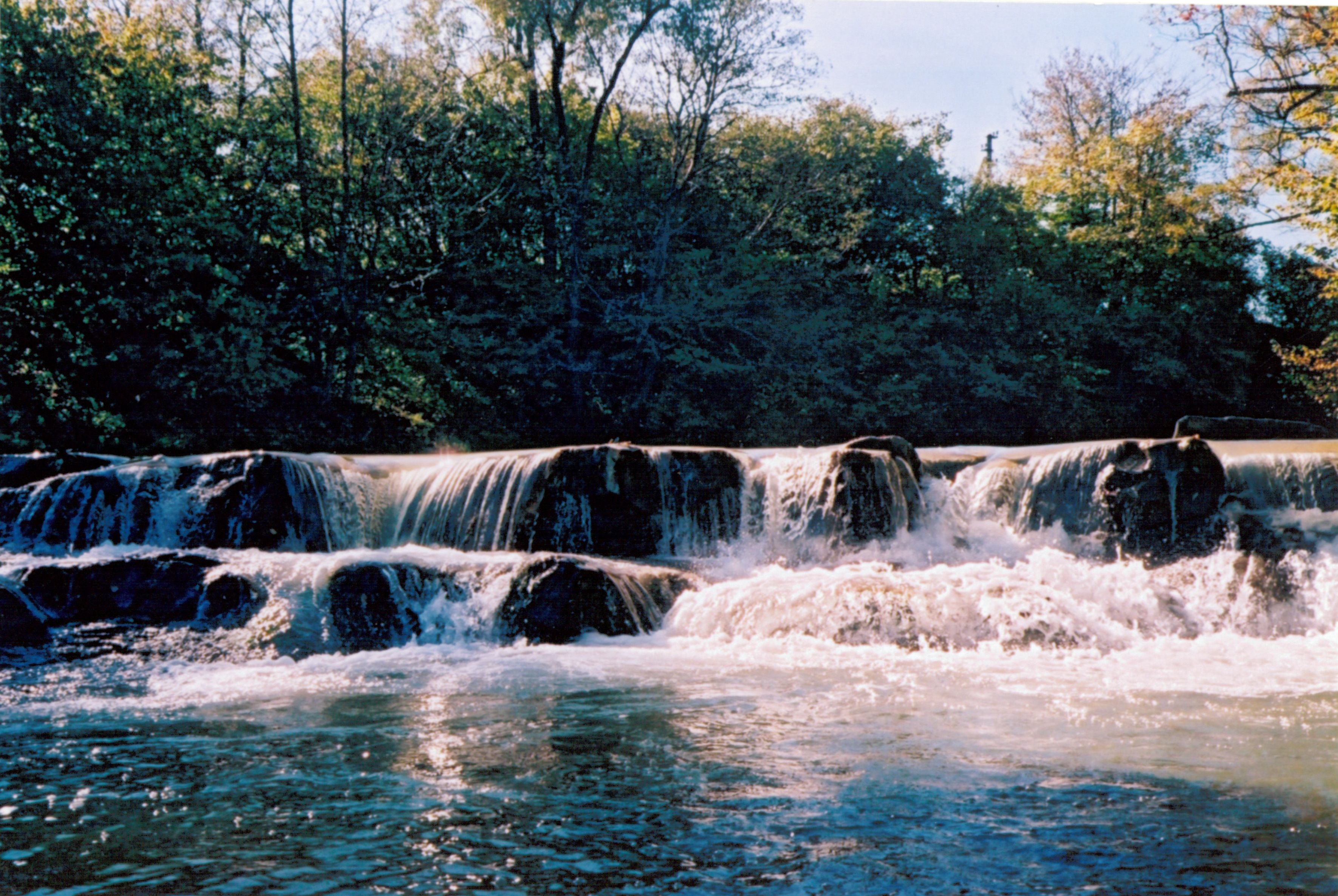

蘇基利河（烏克蘭語：Сукіль），是烏克蘭的河流，位於該國西部伊萬諾-弗蘭科夫斯克州和利沃夫州，屬於斯維恰河的左支流，河道全長67公里，流域面積276平方公里。